# نيلوفر
النَّيْلَوفر أو النَّيْلُوفَر أو النَّيْنَوفَر أو النَّيْنُوفَر أو أوسبيد (الاسم العلمي:Nymphaea) هو جنس من النباتات يتبع الفصيلة النيلوفرية من رتبة النيلوفريات. نبات مائي معمر ذو جذور عميقة وهو ينبت في المياه الراكدة. له ساق أملس يطول حسب عمق الماء فإذا ساوى سطح الماء أورق وأزهر. أوراقه صفيحية على سوق أسطوانية، وأزهاره بيضاء كبيرة جميلة المنظر وبتلات الأزهار تكون أحياناً مشوبة باللون القرنفلي.
الجزء المستخدم من النبات: الجذور والازهار والأوراق. الموطن الأصلي لبنات النيلوفر: موطنه الأصلي أوروبا وينمو عادة في البرك وفي المياه الراكدة.
المحتويات الكيميائية: يحتوي الجذر على قلويدات ومن أهمها نيمفايين ونوفارين ومواد راتنجية وجلوكوزيدات وحمض العفص.

## في الطب
يقول العشاب المشهور الإنجليزي نيكولاس كليبر من القرن السابع عشر «تبرد الاوراق كل الالتهابات وكذلك الازهار، اما عن طريق الشراب واما المربى: الشراب مفيد جداً في جلب الراحة وتهدئة اعصاب الغاضبين عن طريق تبريد اعتلال الرأس». ويقول داود الانطاكي في التذكرة: «اجود ما استعمل من النيلوفر اليابس لقطع الحمى واللهيب والعطش شرباً والقروح مطلقاً، قاطع للخفقان الحار مع السكنجين والصداع والنزلات مطلقاً، ينفع من البرص والبهق طلاءً وداء الثعلبة بالعسل، ينفع من الطحال مطبوخاً، والنزف نطولاً، والأورام بالخل».
اما ابن سينا في القانون فيقول: «أصله (جزره) على البهق بالماء وخصوصاً الأسود، وأصله مع الزفت على داء الثعلبة، وخصوصاً الأسود واصله ينفع من الأورام الحارة وورم الطحال، بذره واصله للقروح، منوم مسكن للصداع الحار والصقر، شرابه جيد للسعال، ينفع اصله اورام الطحال شرباً وضماداً. ينفع اصله للاسهال المزمن، والقروح الأمعاء، وينفع اصله اوجاع المثانة ضماداً وبذره اقوى في كل شيء حتى انه يمنع نزف الحيض. واصل الأصفر منه وبذره إذا شرب باللبن مرات ينفع سيلان الرطوبة المزمنة من الرحم وشرابه يلين البطن. شرابه نافع من الحميات الحادة شديدة التطفئة».
ويقول ابن البيطار في جامعة: "يقلع في الخريف وإذا شرب اصله نفع من الإسهال المزمن وقرحة المعدة والأمعاء وعلل ورم الطحال. قد يتضمد به لوجع المعدة والمثانة، إذا خلط بالماء الصافي وجيد على البهق يذهبه. إذا خلط بالزفت وجيد على داء الثعلبة ويبرؤها. قد يشرب أيضاً للاحتلام فيسكنه، وبذره أيضاً يفعل ما يفعل الاصل في هذه الأشياء جميعاً. اصل هذا النبات وبذره يحبس البطن ويقطع سيلان المني، وينفع من قروح الأمعاء، يقطع النزف العارض للنساء. يشفي البهق وداء الثعلبة عجيباً ولعلاج البهق يعجن بالماء ولداء الثعلبة بالزفت الرطب والانفع في هاتين العلتين النوع الذي اصله اسود كما أن الأبيض نافع لتلك العلل الأخرى.
جذور النيلوفر الأبيض قابض ومطهر، يعالج مغلية الإسهال الناتج عن متلازمة الأمعاء الهيوجة، ويستخدم النيلوفر الأبيض لعلاج النزلات القصبية وكذلك آلام الكلى. ويؤخذ كسائل غرغرة لالتهابات الحلق. كما يستخدم الجذر على هيئة تطول لعلاج التقرحات المهبلية. كما تقول بعض الدراسات ان النيلوفر يهدي الجهاز العصبي المركزي ولذا فهو مفيد في علاج الأرق والقلق والاضطرابات المشابهة. كما أنه يخفض ضغط الدم عند الحيوانات.
والنيلوفر مبرد مرطب نافع ضد السعال وذات الجنب والرئة ويقوي الطلب وكذلك يشتمل ضد الصداع ومن المواد التي تنصب إلى الصدر والمعدة.
يستخدم النيلوفر في المعالجة المثلية وخاصة في علاج الإسهال.
لا توجد أي اضرار جانبية الا إذا زادت الجرعة حيث يسبب تسكيناً للناحية الجنسية. أما الجرعات اليومية فهي واحد إلى جرامين كمغلي للجرعة الواحدة وواحد إلى 4جراعات من الخلاصة السائلة.
أما جرعات المعالجة المثلية فهي 5نقاط أو عشر محبيات كل 30الى 60دقيقة بالنسبة للاعراض الحادة أو مرة إلى ثلاث مرات للاعراض المزمنة